# کفر صفره
کفر صفره (به عربی: کفر صفرة) یک منطقهٔ مسکونی در سوریه است که در استان حلب واقع شده‌است. کفر صفره ۲٬۱۵۰ نفر جمعیت دارد.